# Бибер, Аполлон Александрович
Аполло́н Алекса́ндрович Би́бер (1865—1914) — русский офицер, герой Первой мировой войны.

## Биография
Родился 13 (25) сентября 1865 года в православной семье.
Окончил 4-й Московский кадетский корпус (1889) и Александровское военное училище (1891), откуда выпущен был подпоручиком в 16-й стрелковый полк.
Чины: поручик (1894), штабс-капитан (1900), капитан (1902), подполковник (за отличие, 1912), полковник (1915).
Окончил Офицерскую стрелковую школу „отлично“. Участвовал в китайской кампании 1900—1901 годов и Русско-японской войне. На 1 января 1909 года — капитан 16-го стрелкового полка, на 1 января 1910 года — в том же чине в том же полку, на 15 мая 1913 года — подполковник 14-го стрелкового полка.
В Первую мировую войну вступил с 16-м стрелковым полком. Удостоен ордена Св. Георгия 4-й степени
За то, что в бою 12 августа 1914 года, командуя батальоном, находясь под сильным ружейным и пулеметным огнём, выбил противника с занимаемых им позиций, преследовал его, захватил 3 пулемета, чем способствовал полному поражению неприятеля.
Пожалован Георгиевским оружием
За то, что 26 августа 1914 года, командуя батальоном, занял с боя на правом фланге участок позиции и, находясь под сильным действительным артиллерийским, ружейным и пулеметным огнём, удерживал со своим батальоном этот важный боевой участок в течение 2-х суток — 26 и 27 августа 1914 года и отбивал все настойчивые повторные переходы в наступление противника в превосходных силах, не уступив позиции и не допустив обхода справа, причём оставался в строю, несмотря на полученную контузию в голову артиллерийским снарядом. 29 и 29 августа 1914 года занимал с батальоном участок леса, под сильным действительным ружейным, пулеметным и фланговым шрапнельным огнём противника, при сильном натиске последнего, выдержал в течение 2-х суток, 28 и 29 августа 1914 года, многочисленные бешеные штыковые атаки превосходного в силах противника и удержал за собою свой участок леса. Своими блестящими действиями способствовал успеху всего отряда.
Убит в бою с австрийцами 8 октября 1914 года близ Кундчевского леса. Был похоронен на  Втором Христианском кладбище Одессы, могила находится на 27 участке. Посмертно был произведён в чин полковника 5 октября 1915 года.

## Награды
- Орден Святой Анны 3-й ст. (ВП 6.12.1902)
- Орден Святого Станислава 2-й ст. (ВП 20.06.1906)
- Орден Святой Анны 2-й ст. (1906)
- Орден Святого Георгия (ВП 13.01.1915)
- Георгиевское оружие (ВП 24.02.1915)